# Regionalliga 2025-26
La Regionalliga 2025-26 es la decimoctava temporada de la Regionalliga, la décima cuarta bajo el formato reformado, y pertenece al cuarto nivel del fútbol alemán.

## Formato
Para la Regionalliga se decidió un nuevo formato de promoción desde 2019. A partir de esa temporada, la Regionalliga Südwest y West recibieron un lugar de promoción fijo. Un tercer puesto de promoción rota entre las otras tres divisiones, y los dos campeones restantes participarán en play-offs para un cuarto puesto en el ascenso. La DFB ha determinado que la Regionalliga Nord reciba el tercer lugar de promoción directa esta temporada.

## Regionalliga Nord
Son 18 equipos de los estados de Bremen, Hamburgo, Baja Sajonia y Schleswig-Holstein los que compiten en la décima cuarta temporada de la Regionalliga Nord. Hannover 96 II descendió de la 3. Liga 2024-25, Hannoverscher SC y FSV Schöningen ascendieron de la Oberliga Niedersachsen 2024-25, mientras que Altona 93 ascendió de la Oberliga Hamburgo 2024-25.

### Clasificación
| Pos. | Equipo                | Pts. | PJ | G | E | P | GF | GC | Dif. | Clasificación o descenso       |
| ---- | --------------------- | ---- | -- | - | - | - | -- | -- | ---- | ------------------------------ |
| 1    | Jeddeloh              | 12   | 4  | 4 | 0 | 0 | 11 | 4  | +7   | Ascenso a la 3. Liga           |
| 2    | Drochtersen/Assel     | 9    | 4  | 3 | 0 | 1 | 10 | 3  | +7   |                                |
| 3    | Oldemburgo            | 9    | 4  | 3 | 0 | 1 | 9  | 4  | +5   |                                |
| 4    | Phönix Lübeck         | 7    | 4  | 2 | 1 | 1 | 10 | 4  | +6   |                                |
| 5    | Meppen                | 7    | 4  | 2 | 1 | 1 | 8  | 6  | +2   |                                |
| 6    | Weiche Flensburgo     | 6    | 4  | 2 | 0 | 2 | 13 | 9  | +4   |                                |
| 7    | Kickers Emden         | 6    | 4  | 2 | 0 | 2 | 7  | 6  | +1   |                                |
| 8    | Hannover 96 II        | 4    | 3  | 1 | 1 | 1 | 4  | 2  | +2   |                                |
| 9    | Hamburgo II           | 4    | 3  | 1 | 1 | 1 | 3  | 2  | +1   |                                |
| 10   | Altona 93             | 4    | 3  | 1 | 1 | 1 | 8  | 8  | 0    |                                |
| 11   | Hannoverscher         | 4    | 3  | 1 | 1 | 1 | 3  | 6  | −3   |                                |
| 12   | Eintracht Norderstedt | 3    | 3  | 1 | 0 | 2 | 4  | 5  | −1   |                                |
| 13   | Werder Bremen II      | 3    | 2  | 1 | 0 | 1 | 4  | 7  | −3   |                                |
| 14   | Lübeck                | 3    | 3  | 1 | 0 | 2 | 3  | 7  | −4   |                                |
| 15   | Bremer                | 3    | 3  | 1 | 0 | 2 | 1  | 5  | −4   | Posible descenso a la Oberliga |
| 16   | Blau-Weiß Lohne       | 3    | 3  | 1 | 0 | 2 | 4  | 9  | −5   | Posible descenso a la Oberliga |
| 17   | San Pauli II          | 0    | 3  | 0 | 0 | 3 | 2  | 9  | −7   | Oberliga Nord                  |
| 18   | Schöningen            | 0    | 3  | 0 | 0 | 3 | 0  | 8  | −8   | Oberliga Nord                  |

Actualizado a los partidos jugados el 17 de agosto de 2025.
 Fuente: Soccerway.com
Criterios de clasificación: 1) Puntos; 2) Diferencia de goles; 3) Goles marcados

### Resultados
| Local \ Visitante     | H96 | WEI | HAN | HAM | MEP | OLD | ALT | EMD | SHO | WER | BWL | PAU | PHO | NOR | DRO | LUB | JED | BRE |
| --------------------- | --- | --- | --- | --- | --- | --- | --- | --- | --- | --- | --- | --- | --- | --- | --- | --- | --- | --- |
| Hannover 96 II        | —   |     |     |     |     |     |     |     | 3–0 |     |     |     |     |     |     |     |     |     |
| Weiche Flensburgo     |     | —   | 4–0 |     |     |     |     |     |     |     |     |     | 2–5 |     |     |     |     |     |
| Hannoverscher         |     |     | —   |     |     |     |     |     |     |     |     |     | 0–0 |     |     |     |     |     |
| Hamburgo II           | 0–0 |     |     | —   |     |     |     |     |     |     |     |     |     |     |     |     | 1–2 |     |
| Meppen                |     |     |     |     | —   | 0–1 |     |     |     |     |     |     |     |     |     | 3–1 |     |     |
| Oldemburgo            |     |     |     |     |     | —   |     |     |     |     |     |     |     |     |     | 4–0 | 1–3 |     |
| Altona 93             |     |     |     |     | 4–4 |     | —   |     |     |     |     |     |     | 2–1 |     |     |     |     |
| Kickers Emden         |     | 3–2 |     |     | 0–1 |     |     | —   |     | 3–0 |     |     |     |     |     |     |     |     |
| Schöningen            |     |     |     |     |     |     |     |     | —   |     |     |     |     |     | 0–2 |     |     |     |
| Werder Bremen II      |     | 1–5 |     |     |     |     |     |     |     | —   |     |     |     |     |     |     |     |     |
| Blau-Weiß Lohne       | 2–1 |     | 2–3 |     |     |     |     |     |     |     | —   |     |     |     |     |     |     |     |
| San Pauli II          |     |     |     |     |     |     |     |     |     | 2–3 |     | —   |     |     | 0–5 |     |     |     |
| Phönix Lübeck         |     |     |     |     |     |     |     |     |     |     | 5–0 |     | —   | 0–2 |     |     |     |     |
| Eintracht Norderstedt |     |     |     |     |     | 1–3 |     |     |     |     |     |     |     | —   |     |     |     |     |
| Drochtersen/Assel     |     |     |     | 0–2 |     |     |     | 3–1 |     |     |     |     |     |     | —   |     |     |     |
| Lübeck                |     |     |     |     |     |     |     |     |     |     |     |     |     |     |     | —   |     | 2–0 |
| Jeddeloh              |     |     |     |     |     |     | 3–2 |     | 3–0 |     |     |     |     |     |     |     | —   |     |
| Bremer                |     |     |     |     |     |     |     |     |     |     |     | 1–0 |     |     |     |     |     | —   |

### Play-off por la permanencia
- Por definir (Subcampeón de la Oberliga Niedersachsen)
- Por definir (15.° de la Regionalliga Nord)

| Equipo 1 | Agr. | Equipo 2 | Ida | Vuelta |
| -------- | ---- | -------- | --- | ------ |
|          | –    |          | –   | –      |

## Regionalliga Nordost
Son 18 equipos de los estados de Berlín, Brandeburgo, Mecklemburgo-Pomerania Occidental, Sajonia, Sajonia-Anhalt y Turingia que compiten en la décima cuarta temporada de la reformada Regionalliga Nordost. BFC Preussen ascendió de la NOFV-Oberliga Nord 2024-25 y 1. FC Magdeburgo II ascendió de la NOFV-Oberliga Süd 2024-25.

### Clasificación
| Pos. | Equipo             | Pts. | PJ | G | E | P | GF | GC | Dif. | Clasificación o descenso          |
| ---- | ------------------ | ---- | -- | - | - | - | -- | -- | ---- | --------------------------------- |
| 1    | Hallescher         | 9    | 3  | 3 | 0 | 0 | 7  | 1  | +6   | Accede a los play-offs de ascenso |
| 2    | Rot-Weiß Érfurt    | 9    | 3  | 3 | 0 | 0 | 8  | 5  | +3   |                                   |
| 3    | Lokomotive Leipzig | 7    | 3  | 2 | 1 | 0 | 3  | 1  | +2   |                                   |
| 4    | Carl Zeiss Jena    | 6    | 3  | 2 | 0 | 1 | 6  | 3  | +3   |                                   |
| 5    | Altglienicke       | 6    | 3  | 2 | 0 | 1 | 4  | 2  | +2   |                                   |
| 6    | Luckenwalde        | 6    | 3  | 2 | 0 | 1 | 5  | 4  | +1   |                                   |
| 7    | Chemnitzer         | 6    | 3  | 2 | 0 | 1 | 3  | 2  | +1   |                                   |
| 8    | Preussen           | 4    | 3  | 1 | 1 | 1 | 5  | 4  | +1   |                                   |
| 9    | Eilenburg          | 4    | 3  | 1 | 1 | 1 | 7  | 7  | 0    |                                   |
| 10   | Zwickau            | 4    | 3  | 1 | 1 | 1 | 3  | 4  | −1   |                                   |
| 11   | Hertha Berlín II   | 3    | 2  | 1 | 0 | 1 | 5  | 2  | +3   |                                   |
| 12   | Greifswalder       | 3    | 3  | 1 | 0 | 2 | 5  | 4  | +1   |                                   |
| 13   | Magdeburgo II      | 3    | 3  | 1 | 0 | 2 | 3  | 3  | 0    |                                   |
| 14   | Dinamo Berlín      | 3    | 3  | 1 | 0 | 2 | 4  | 5  | −1   |                                   |
| 15   | Meuselwitz         | 1    | 2  | 0 | 1 | 1 | 1  | 2  | −1   | Posible descenso a la Oberliga    |
| 16   | Babelsberg         | 1    | 3  | 0 | 1 | 2 | 2  | 7  | −5   | Posible descenso a la Oberliga    |
| 17   | Chemie Leipzig     | 0    | 3  | 0 | 0 | 3 | 0  | 6  | −6   | Posible descenso a la Oberliga    |
| 18   | Hertha Zehlendorf  | 0    | 3  | 0 | 0 | 3 | 1  | 9  | −8   | Descenso a la Oberliga            |

Actualizado a los partidos jugados el 13 de agosto de 2025.
 Fuente: Soccerway.com
Criterios de clasificación: 1) Puntos; 2) Diferencia de goles; 3) Goles marcados

### Resultados
| Local \ Visitante  | HAL | CHE | CZJ | CHL | PRE | DYN | GRE | ALT | MEU | BAB | ZEH | LUC | RWE | HER | LEI | EIL | MAG | ZWI |
| ------------------ | --- | --- | --- | --- | --- | --- | --- | --- | --- | --- | --- | --- | --- | --- | --- | --- | --- | --- |
| Hallescher         | —   |     |     |     |     | 1–0 |     |     |     |     | 5–1 |     |     |     |     |     |     |     |
| Chemnitzer         |     | —   |     | 1–0 |     |     | 1–0 |     |     |     |     |     |     |     |     |     |     |     |
| Carl Zeiss Jena    |     |     | —   |     |     |     |     |     |     |     |     |     |     | 1–0 |     |     |     |     |
| Chemie Leipzig     |     |     |     | —   |     |     |     |     |     |     |     |     |     |     |     |     | 0–2 |     |
| Preussen           |     |     |     |     | —   | 1–2 |     |     |     |     |     |     |     |     |     | 2–2 |     |     |
| Dinamo Berlín      |     |     |     |     |     | —   |     |     |     |     |     |     | 2–3 |     |     |     |     |     |
| Greifswalder       |     |     |     | 3–0 |     |     | —   |     |     |     |     |     |     |     |     |     |     |     |
| Altglienicke       |     |     | 2–1 |     |     |     |     | —   |     |     | 2–0 |     |     |     |     |     |     |     |
| Meuselwitz         |     |     |     |     |     |     |     |     | —   | 1–1 |     |     |     |     |     |     |     |     |
| Babelsberg         |     |     | 1–4 |     |     |     |     |     |     | —   |     |     |     |     |     |     |     | 0–2 |
| Hertha Zehlendorf  |     |     |     |     | 0–2 |     |     |     |     |     | —   |     |     |     |     |     |     |     |
| Luckenwalde        |     | 2–1 |     |     |     |     |     |     |     |     |     | —   |     |     |     |     |     |     |
| Rot-Weiß Érfurt    |     |     |     |     |     |     | 3–2 |     |     |     |     | 2–1 | —   |     |     |     |     |     |
| Hertha Berlín II   |     |     |     |     |     |     |     |     |     |     |     |     |     | —   |     | 5–2 |     |     |
| Lokomotive Leipzig |     |     |     |     |     |     |     | 1–0 | 1–0 |     |     |     |     |     | —   |     |     |     |
| Eilenburg          |     |     |     |     |     |     |     |     |     |     |     |     |     |     |     | —   |     | 3–0 |
| Magdeburgo II      | 0–1 |     |     |     |     |     |     |     |     |     |     | 1–2 |     |     |     |     | —   |     |
| Zwickau            |     |     |     |     |     |     |     |     |     |     |     |     |     |     | 1–1 |     |     | —   |

## Regionalliga West
Son 18 equipos de Renania del Norte-Westfalia que compiten en la décima cuarta temporada de la reformada Regionalliga West. Borussia Dortmund II descendió de la 3. Liga 2024-25, Bonner SC ascendió de la Mittelrheinliga 2024-25, SSVg Velbert ascendió de la Oberliga Niederrhein 2024-25, Sportfreunde Siegen y VfL Bochum II ascendieron de la Oberliga Westfalen 2024-25.

### Clasificación
| Pos. | Equipo                      | Pts. | PJ | G | E | P | GF | GC | Dif. | Ascenso o descenso             |
| ---- | --------------------------- | ---- | -- | - | - | - | -- | -- | ---- | ------------------------------ |
| 1    | Borussia Mönchengladbach II | 10   | 4  | 3 | 1 | 0 | 10 | 4  | +6   | Ascenso a la 3. Liga           |
| 2    | Gütersloh                   | 9    | 4  | 3 | 0 | 1 | 12 | 8  | +4   |                                |
| 3    | Sportfreunde Siegen         | 8    | 4  | 2 | 2 | 0 | 11 | 6  | +5   |                                |
| 4    | Fortuna Düsseldorf II       | 8    | 4  | 2 | 2 | 0 | 7  | 4  | +3   |                                |
| 5    | Paderborn 07 II             | 7    | 4  | 2 | 1 | 1 | 10 | 4  | +6   |                                |
| 6    | Fortuna Colonia             | 7    | 4  | 2 | 1 | 1 | 9  | 4  | +5   |                                |
| 7    | Bocholt                     | 7    | 4  | 2 | 1 | 1 | 12 | 8  | +4   |                                |
| 8    | Wiedenbrück                 | 6    | 4  | 2 | 0 | 2 | 5  | 9  | −4   |                                |
| 9    | Borussia Dortmund II        | 5    | 4  | 1 | 2 | 1 | 9  | 10 | −1   |                                |
| 10   | Bochum II                   | 5    | 4  | 1 | 2 | 1 | 5  | 6  | −1   |                                |
| 11   | Sportfreunde Lotte          | 4    | 3  | 1 | 1 | 1 | 7  | 8  | −1   |                                |
| 12   | Wuppertaler                 | 4    | 4  | 1 | 1 | 2 | 5  | 9  | −4   |                                |
| 13   | Rödinghausen                | 3    | 4  | 1 | 0 | 3 | 6  | 7  | −1   |                                |
| 14   | Bonner                      | 3    | 4  | 1 | 0 | 3 | 7  | 11 | −4   |                                |
| 15   | Rot-Weiß Oberhausen         | 3    | 4  | 1 | 0 | 3 | 4  | 9  | −5   | Posible descenso a la Oberliga |
| 16   | Colonia II                  | 3    | 4  | 1 | 0 | 3 | 5  | 12 | −7   | Descenso a la Oberliga         |
| 17   | Schalke 04 II               | 2    | 3  | 0 | 2 | 1 | 4  | 5  | −1   | Descenso a la Oberliga         |
| 18   | Velbert                     | 2    | 4  | 0 | 2 | 2 | 5  | 9  | −4   | Descenso a la Oberliga         |

Actualizado a los partidos jugados el 19 de agosto de 2025.
 Fuente: Soccerway.com
Criterios de clasificación: 1) Puntos; 2) Diferencia de goles; 3) Goles marcados

### Resultados
| Local \ Visitante           | BVB | BON | MON | COL | OBE | ROD | WUP | LOT | BCH | PAD | SCH | DUS | SCF | WIE | BOC | SIE | GUT | VEL |
| --------------------------- | --- | --- | --- | --- | --- | --- | --- | --- | --- | --- | --- | --- | --- | --- | --- | --- | --- | --- |
| Borussia Dortmund II        | —   |     |     |     |     |     | 2–2 |     |     |     |     |     |     |     |     | 2–2 |     |     |
| Bonner                      |     | —   | 0–4 |     |     |     |     |     |     |     |     |     |     |     |     |     | 2–3 |     |
| Borussia Mönchengladbach II |     |     | —   |     |     |     |     |     |     |     |     | 1–1 | 3–2 |     |     |     |     |     |
| Colonia II                  |     |     |     | —   |     |     |     |     |     |     |     |     |     | 3–0 |     | 2–4 |     |     |
| Rot-Weiß Oberhausen         |     | 3–1 |     |     | —   |     |     |     |     |     |     |     |     |     |     |     | 0–2 |     |
| Rödinghausen                |     |     |     |     |     | —   |     | 1–2 | 0–2 |     |     |     |     |     |     |     |     |     |
| Wuppertaler                 |     |     |     |     |     | 0–5 | —   |     |     |     |     |     | 0–2 |     |     |     |     |     |
| Sportfreunde Lotte          | 3–5 |     |     |     |     |     |     | —   |     |     |     |     |     |     |     |     |     | 2–2 |
| Bochum II                   |     | 1–4 |     |     |     |     |     |     | —   |     |     |     |     |     |     |     |     | 2–2 |
| Paderborn 07 II             | 3–0 |     |     | 5–0 |     |     |     |     |     | —   |     |     |     |     |     |     |     |     |
| Schalke 04 II               |     |     |     |     |     |     |     |     |     | 1–1 | —   |     |     |     |     |     |     |     |
| Fortuna Düsseldorf II       |     |     |     |     | 1–0 |     |     |     |     |     |     | —   |     |     | 2–2 |     |     |     |
| Fortuna Colonia             |     |     |     |     | 5–1 |     |     |     | 0–0 |     |     |     | —   |     |     |     |     |     |
| Wiedenbrück                 |     |     |     |     |     |     |     |     |     | 3–1 | 2–1 |     |     | —   |     |     |     |     |
| Bocholt                     |     | 1–4 |     |     |     |     |     |     |     |     |     |     |     | 4–0 | —   |     |     |     |
| Sportfreunde Siegen         |     |     |     |     |     | 3–0 |     |     |     |     | 2–2 |     |     |     |     | —   |     |     |
| Gütersloh                   |     |     |     |     |     |     |     |     |     |     |     | 1–3 |     |     | 6–3 |     | —   |     |
| Velbert                     |     |     | 1–2 |     |     |     | 0–3 |     |     |     |     |     |     |     |     |     |     | —   |

## Regionalliga Südwest
Son 18 equipos de Baden-Wurtemberg, Hesse, Renania-Palatinado y Sarre que compiten en la décima cuarta temporada de la Regionalliga Südwest. SV Sandhausen descendió de la 3. Liga 2024-25, FC Bayern Alzenau ascendió de la Hessenliga 2024-25, TSV Schott Mainz ascendió de la Oberliga Rheinland-Pfalz/Saar 2024-25, además SG Sonnenhof Großaspach y TSG Balingen ascendieron de la Oberliga Baden-Wurtemberg 2024-25.

### Clasificación
| Pos. | Equipo                    | Pts. | PJ | G | E | P | GF | GC | Dif. | Ascenso o descenso             |
| ---- | ------------------------- | ---- | -- | - | - | - | -- | -- | ---- | ------------------------------ |
| 1    | Freiberg                  | 9    | 3  | 3 | 0 | 0 | 10 | 1  | +9   | Ascenso a la 3. Liga           |
| 2    | Steinbach                 | 9    | 3  | 3 | 0 | 0 | 10 | 4  | +6   |                                |
| 3    | Stuttgarter Kickers       | 7    | 3  | 2 | 1 | 0 | 5  | 3  | +2   |                                |
| 4    | Sonnenhof Großaspach      | 6    | 3  | 2 | 0 | 1 | 12 | 4  | +8   |                                |
| 5    | Kickers Offenbach         | 6    | 3  | 2 | 0 | 1 | 4  | 3  | +1   |                                |
| 6    | FSV Frankfurt             | 6    | 3  | 2 | 0 | 1 | 6  | 6  | 0    |                                |
| 7    | Hessen Kassel             | 4    | 3  | 1 | 1 | 1 | 6  | 4  | +2   |                                |
| 8    | Eintracht Tréveris        | 4    | 3  | 1 | 1 | 1 | 6  | 6  | 0    |                                |
| 9    | Friburgo II               | 4    | 3  | 1 | 1 | 1 | 7  | 8  | −1   |                                |
| 10   | Mainz 05 II               | 4    | 3  | 1 | 1 | 1 | 3  | 4  | −1   |                                |
| 11   | Bahlinger                 | 3    | 2  | 1 | 0 | 1 | 3  | 3  | 0    |                                |
| 12   | Sandhausen                | 3    | 3  | 1 | 0 | 2 | 6  | 7  | −1   |                                |
| 13   | Schott Mainz              | 3    | 3  | 1 | 0 | 2 | 5  | 7  | −2   |                                |
| 14   | Balingen                  | 3    | 3  | 1 | 0 | 2 | 2  | 10 | −8   | Posible descenso a la Oberliga |
| 15   | Homburgo                  | 1    | 2  | 0 | 1 | 1 | 4  | 6  | −2   | Posible descenso a la Oberliga |
| 16   | Astoria Walldorf          | 1    | 3  | 0 | 1 | 2 | 3  | 8  | −5   | Descenso a la Oberliga         |
| 17   | Bayern Alzenau            | 1    | 3  | 0 | 1 | 2 | 2  | 7  | −5   | Descenso a la Oberliga         |
| 18   | Barockstadt Fulda-Lehnerz | 0    | 3  | 0 | 0 | 3 | 3  | 6  | −3   | Descenso a la Oberliga         |

Actualizado a los partidos jugados el 19 de agosto de 2025.
 Fuente: Soccerway.com
Criterios de clasificación: 1) Puntos; 2) Diferencia de goles; 3) Goles marcados

### Resultados
| Local \ Visitante         | HOM | AST | MAZ | OFF | ALZ | BSC | GRO | FRE | SMZ | KAS | SAN | FRA | FRI | STE | BFL | BAL | TRE | SKI |
| ------------------------- | --- | --- | --- | --- | --- | --- | --- | --- | --- | --- | --- | --- | --- | --- | --- | --- | --- | --- |
| Homburgo                  | —   |     |     |     |     |     |     |     |     | 1–1 |     |     |     |     |     |     |     |     |
| Astoria Walldorf          |     | —   |     |     |     |     | 1–4 |     |     |     |     |     |     |     |     |     |     |     |
| Maguncia 05 II            |     | 0–0 | —   | 3–1 |     |     |     |     |     |     |     |     |     |     |     |     |     |     |
| Kickers Offenbach         |     |     |     | —   | 1–0 |     |     |     |     |     |     |     |     |     |     |     |     |     |
| Bayern Alzenau            |     |     |     |     | —   |     |     |     | 0–4 |     |     |     | 2–2 |     |     |     |     |     |
| Bahlinger                 |     |     |     | 0–2 |     | —   |     |     |     |     |     |     |     |     |     |     |     |     |
| Sonnenhof Großaspach      |     |     |     |     |     |     | —   |     |     |     |     | 2–3 |     |     |     | 6–1 |     |     |
| Freiberg                  |     |     |     |     |     |     |     | —   | 4–0 |     |     |     | 3–0 |     |     |     |     |     |
| Schott Mainz              |     |     |     |     |     | 1–3 |     |     | —   |     |     |     |     |     |     |     |     |     |
| Hessen Kassel             |     |     | 3–0 |     |     |     |     |     |     | —   |     |     |     |     |     |     |     |     |
| Sandhausen                |     |     |     |     |     |     |     |     |     | 3–2 | —   | 1–2 |     |     |     |     |     |     |
| FSV Frankfurt             |     |     |     |     |     |     |     | 1–3 |     |     |     | —   |     |     |     |     |     |     |
| Friburgo II               | 5–3 |     |     |     |     |     |     |     |     |     |     |     | —   |     |     |     |     |     |
| Steinbach                 |     | 4–2 |     |     |     |     |     |     |     |     |     |     |     | —   |     |     | 3–2 |     |
| Barockstadt Fulda-Lehnerz |     |     |     |     |     |     |     |     |     |     |     |     |     |     | —   | 1–2 |     | 0–1 |
| Balingen                  |     |     |     |     |     |     |     |     |     |     |     |     |     | 0–3 |     | —   |     |     |
| Eintracht Tréveris        |     |     |     |     |     |     |     |     |     |     |     |     |     |     | 3–2 |     | —   |     |
| Stuttgarter Kickers       |     |     |     |     |     |     |     |     |     |     | 3–2 |     |     |     |     |     | 1–1 | —   |

## Regionalliga Bayern
Son 18 equipos de Baviera que compiten en la décima tercera temporada de la Regionalliga Bayern. SpVgg Unterhaching descendió de la 3. Liga 2024-25. VfB Eichstätt ascendió de la Bayernliga Nord 2024-25, mientras que FC Memmingen ascendió de la Bayernliga Süd 2024-25.

### Clasificación
| Pos. | Equipo                 | Pts. | PJ | G | E | P | GF | GC | Dif. | Clasificación o descenso          |
| ---- | ---------------------- | ---- | -- | - | - | - | -- | -- | ---- | --------------------------------- |
| 1    | Núremberg II           | 12   | 4  | 4 | 0 | 0 | 7  | 2  | +5   | Accede a los play-offs de ascenso |
| 2    | Bayern Múnich II       | 9    | 3  | 3 | 0 | 0 | 13 | 4  | +9   |                                   |
| 3    | Unterhaching           | 9    | 3  | 3 | 0 | 0 | 9  | 3  | +6   |                                   |
| 4    | Wacker Burghausen      | 9    | 4  | 3 | 0 | 1 | 7  | 3  | +4   |                                   |
| 5    | Würzburger Kickers     | 7    | 3  | 2 | 1 | 0 | 6  | 1  | +5   |                                   |
| 6    | Buchbach               | 7    | 4  | 2 | 1 | 1 | 9  | 8  | +1   |                                   |
| 7    | Eichstätt              | 6    | 3  | 2 | 0 | 1 | 7  | 3  | +4   |                                   |
| 8    | Illertissen            | 6    | 3  | 2 | 0 | 1 | 7  | 5  | +2   |                                   |
| 9    | Aubstadt               | 5    | 4  | 1 | 2 | 1 | 4  | 4  | 0    |                                   |
| 10   | Memmingen              | 4    | 3  | 1 | 1 | 1 | 2  | 3  | −1   |                                   |
| 11   | Bayreuth               | 4    | 3  | 1 | 1 | 1 | 3  | 6  | −3   |                                   |
| 12   | Viktoria Aschaffenburg | 4    | 4  | 1 | 1 | 2 | 1  | 5  | −4   |                                   |
| 13   | Greuther Fürth II      | 3    | 4  | 1 | 0 | 3 | 7  | 6  | +1   |                                   |
| 14   | Vilzing                | 3    | 4  | 1 | 0 | 3 | 6  | 8  | −2   |                                   |
| 15   | Hankofen-Hailing       | 3    | 3  | 1 | 0 | 2 | 1  | 5  | −4   | Play-offs por la permanencia      |
| 16   | Ansbach                | 1    | 4  | 0 | 1 | 3 | 4  | 11 | −7   | Play-offs por la permanencia      |
| 17   | Augsburgo II           | 0    | 4  | 0 | 0 | 4 | 4  | 10 | −6   | Descenso a la Bayernliga          |
| 18   | Schwaben Augsburgo     | 0    | 4  | 0 | 0 | 4 | 1  | 11 | −10  | Descenso a la Bayernliga          |

Actualizado a los partidos jugados el 16 de agosto de 2025.
 Fuente: Soccerway.com
Criterios de clasificación: 1) Puntos; 2) Diferencia de goles; 3) Goles marcados

### Resultados
| Local \ Visitante      | NUR | FCB | ANS | AUB | BUR | EIC | ASC | SCH | AUG | UNT | BUC | HAN | ILL | VIL | MEM | BAY | FUR | WUR |
| ---------------------- | --- | --- | --- | --- | --- | --- | --- | --- | --- | --- | --- | --- | --- | --- | --- | --- | --- | --- |
| Núremberg II           | —   |     |     |     | 2–1 |     |     | 1–0 | 2–1 |     |     |     |     |     |     |     |     |     |
| Bayern Múnich II       |     | —   |     |     |     |     |     | 5–0 |     |     | 6–3 |     |     |     |     |     |     |     |
| Ansbach                |     |     | —   | 2–2 |     |     |     |     |     |     |     |     |     |     |     | 1–2 |     |     |
| Aubstadt               |     |     |     | —   | 0–1 |     |     |     |     |     |     |     |     |     | 0–0 |     |     |     |
| Wacker Burghausen      |     |     |     |     | —   |     |     |     | 3–0 |     |     |     |     | 2–1 |     |     |     |     |
| Eichstätt              |     |     |     |     |     | —   |     |     |     |     |     | 2–0 |     |     | 1–2 |     |     |     |
| Viktoria Aschaffenburg |     |     |     |     |     |     | —   |     |     |     |     |     |     |     |     |     | 0–4 |     |
| Schwaben Augsburgo     |     |     |     |     |     | 1–4 | 0–1 | —   |     |     |     |     |     |     |     |     |     |     |
| Augsburgo II           |     | 1–2 |     |     |     |     |     |     | —   | 2–3 |     |     |     |     |     |     |     |     |
| Unterhaching           |     |     | 3–0 |     |     |     |     |     |     | —   |     |     |     |     |     |     |     |     |
| Buchbach               |     |     |     |     |     |     |     |     |     |     | —   | 3–0 |     |     |     |     |     | 1–1 |
| Hankofen-Hailing       |     |     |     |     |     |     | 1–0 |     |     |     |     | —   |     |     |     |     |     |     |
| Illertissen            |     |     |     |     |     |     |     |     |     |     |     |     | —   |     |     |     | 2–1 | 0–3 |
| Vilzing                |     |     | 4–1 |     |     |     |     |     |     | 1–3 |     |     |     | —   |     |     |     |     |
| Memmingen              | 0–2 |     |     |     |     |     |     |     |     |     |     |     |     |     | —   |     |     |     |
| Bayreuth               |     |     |     |     |     |     | 0–0 |     |     |     |     |     | 1–5 |     |     | —   |     |     |
| Greuther Fürth II      |     |     |     | 1–2 |     |     |     |     |     |     | 1–2 |     |     |     |     |     | —   |     |
| Würzburger Kickers     |     |     |     |     |     |     |     |     |     |     |     |     |     | 2–0 |     |     |     | —   |

### Play-offs por la permanencia
- Por definir (15.° de la Regionalliga Bayern)
- Por definir (16.° de la Regionalliga Bayern)
- Por definir (Subcampeón de la Bayernliga Nord)
- Por definir (Subcampeón de la Bayernliga Süd)

| Equipo 1                       | Agr. | Equipo 2 | Ida | Vuelta |
| ------------------------------ | ---- | -------- | --- | ------ |
| 15.° de la Regionalliga Bayern | –    |          | –   | –      |
| 16.° de la Regionalliga Bayern | –    |          | –   | –      |

## Play-off de ascenso
Los campeones de las dos ligas regionales establecidas con anterioridad participarán en el play-off de ascenso a la 3. Liga. El ganador del juego de promoción conseguirá el ascenso para la tercera división de la siguiente temporada.
En el caso de una exención de participación de los equipos, o si ningún equipo clasifica atléticamente de una liga regional, se declarará byes.
Los siguientes equipos clasificaron atléticamente para los juegos de ascenso:
- Campeón de la Regionalliga Bayern:  Por definir
- Campeón de la Regionalliga Nordost:  Por definir

| Equipo 1            | Agr. | Equipo 2             | Ida | Vuelta |
| ------------------- | ---- | -------------------- | --- | ------ |
| Regionalliga Bayern | –    | Regionalliga Nordost | –   | –      |

### Partidos
Los horarios corresponden al horario de verano europeo (UTC+2).
| Ida; junio de 2026 |  | vs. |  |  |  |

| Vuelta; junio de 2026 |  | vs. |  |  |  |